# Benton (Maine)
Benton è un comune degli Stati Uniti d'America, situato nello Stato del Maine, nella Contea di Kennebec.